# Cavallino (pellame)
Il cavallino è la pelle naturale, non candeggiata e completa di pelo della mucca, mantiene in genere la colorazione originale dell'animale ed è un sottoprodotto dell'industria alimentare dai bovini. Il suo nome deriva dalla somiglianza col pelo del puledro.

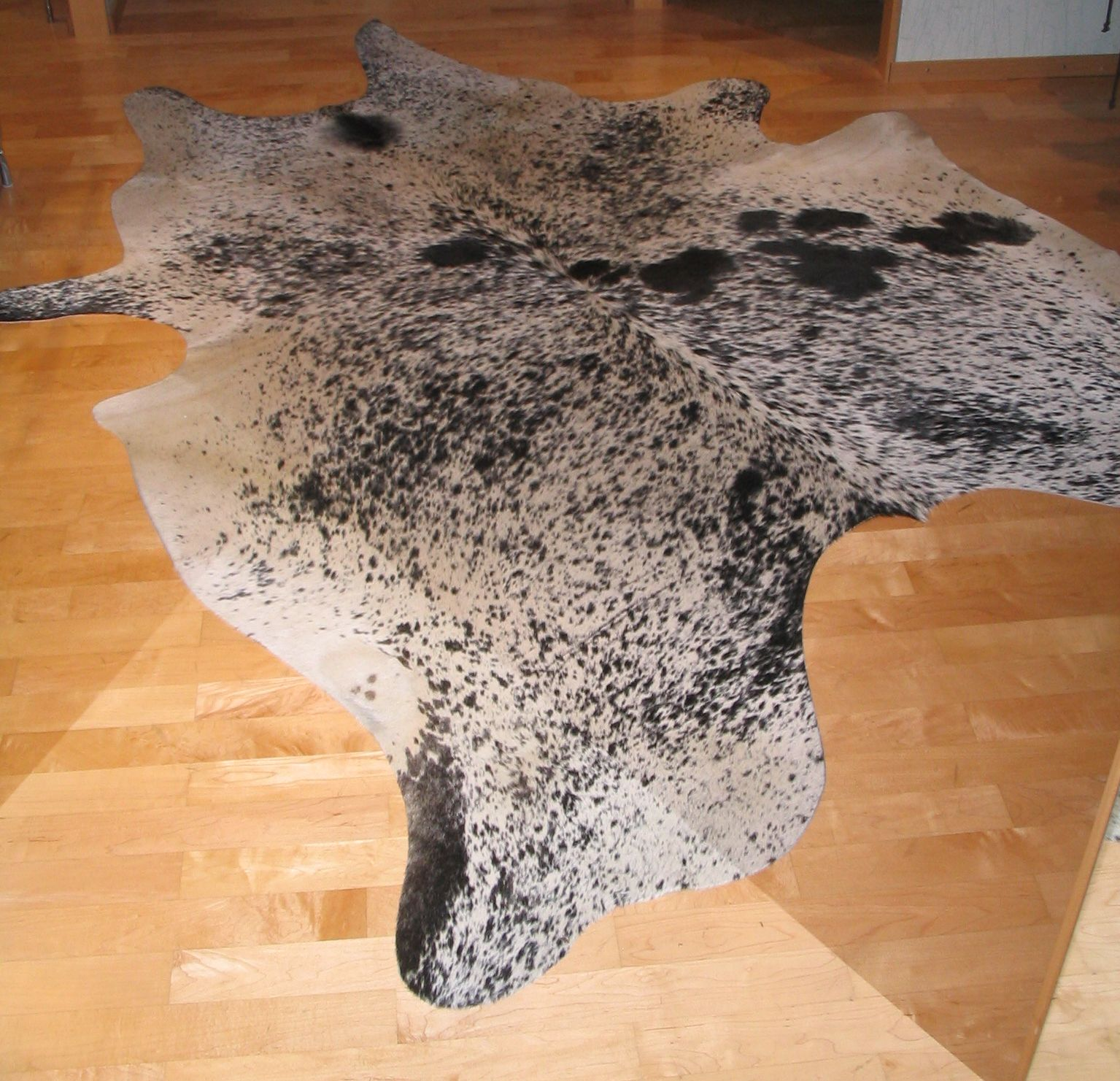
Cavallino esposto nel negozio di un pellicciaio.

## Lavorazione
Una volta che l'animale è stato abbattuto, la pelle viene rimossa. Viene quindi selezionata allo stato grezzo, nel momento in cui viene salata, quindi organizzata per taglio secondo dimensione e colore. Viene poi utilizzato un metodo tradizionale di concia del pelo per garantire che la pelle sia morbida e meno suscettibile di odore e muta, il che assicura che il materiale duri più a lungo. Viene quindi asciugato naturalmente e le migliori pelli vengono separate dal resto, mentre quelle che non possono essere utilizzate intere (ad esempio quelle con danni dovuti a tagli e altre lesioni alla pelle durante la vita dell'animale, che provocano la rottura della pelle dopo l'asciugatura)  vengono utilizzate per la produzione di tappeti patchwork.

## Utilizzo
Il cavallino può essere tinto per somigliare a pelli come quelle della tigre o della zebra, ma la tintura è solitamente riservata alle pelli bovine di bassa qualità. Le migliori pelli vengono solitamente presentate nei loro colori naturali, che si basano sulla razza del bovino.

### Moda
Il cavallino è di norma utilizzato per produrre calzature, borse e tappeti, anche di lusso.

### Cultura Nguni
Tra la popolazione Zulu dell'Africa meridionale, la pelle di mucca è stata storicamente impiegata in vari modi, fino a quando in tempi recenti è stata relegata all'uso cerimoniale. Essa era ad esempio utilizzata per creare gli scudi nguni e la gonna tradizionale chiamata isidwaba. Gli uomini indossavano un lembo di pelle di vitello, l'ibeshu, per coprire i glutei, e il lembo di umutsha era legato al corpo con una cintura di pelle di mucca. L'iphovela era un copricapo fatto di pelle di mucca, e l'ishoba o umshokobezi era un codino trapuntato usato come decorazione di braccia o gambe.